# Pontifex maximus
Dans la Rome antique, pontifex maximus (grand pontife) est le titre donné au grand prêtre à la tête du collège des pontifes. C'est la charge la plus élevée en prestige et en obligations au sein de la religion publique romaine, et celui-ci a pour résidence la Regia, palais des anciens rois de Rome.
Les pontifes sont chargés de l'entretien du pont sacré (pont Sublicius) et de surveiller la bonne observance des pratiques religieuses au sein des différents collèges de prêtres de la cité. Ils s'occupent aussi des temples ne disposant pas de collège propre.
Le recrutement des pontifes se fait par cooptation et la charge de pontife ainsi que celle de grand pontife est exercée à vie. Cette fonction a varié selon les époques. Dans la plupart des cas, le grand pontife n'a d'autre insigne qu'un  simpulum ; cependant, quelquefois une securis pontificalis alias sacena ou une secespita s'y ajoute, c'est-à-dire les instruments pour le sacrifice rituel.

## Étymologie
D'après Denys d'Halicarnasse, les pontifes étaient ainsi nommés en raison d'une de leurs fonctions : la réparation du pont de bois. D'après Varron, les pontifes étaient ainsi nommés parce qu'ils avaient construit le pons sublicius enjambant le Tibre et sur lequel étaient célébrés des sacrifices solennels. L'étymologie est contredite par Tite-Live : d'une part, la charge de faire fabriquer et réparer les ponts ne figure pas dans la liste des fonctions pontificales ; d'autre part, les prêtres institués et dénommés pontifes par Numa existaient avant le pont Sublicius qui n'aurait été construit que sous Ancus Marcius. D'autres étymologies ont été proposées. D'après Quintus Scævola, rapporté par Varron, pontife dériverait de posse (pouvoir) et facere (faire).
S'il ne s'agit pas nécessairement de l'entretien du pont sacré, étymologiquement, le terme signifie pour autant « celui qui fait les ponts » (pons - facere). Cela peut effectivement se rapporter à l'entretien des ponts — le Tibre étant un fleuve sacré dans la Rome antique, il fallait une autorité particulière pour en modifier le cours — cependant, ce pont est aussi métaphoriquement « ce qui relie », ce qui amène nécessairement au terme de religio (d'où religion en français). Le pontifex pourrait donc être aussi, de manière symbolique, celui qui établit le lien (religio) entre les hommes et les dieux.
Néanmoins, le mot pons signifiait à l'origine « voie » et pontifex signifierait ainsi « faiseur de routes et de ponts », « faiseur de chemin », « celui qui fait le passage », c'est-à-dire celui qui exécute les tâches matérielles du sacrifice.

## Période républicaine
Il établit le calendrier des jours fastes (jours ouvrables) et néfastes (jours fériés), consacre les édifices, garde les livres sacrés, il intervient dans les rituels et les cultes privés, il préside certaines cérémonies comme les Argées, nomme les autres prêtres : flamines et vestales. Il présidait aussi au culte national des dieux capitolins. En outre, ils tiennent les archives de Rome : ils consignent les faits notables dans les Grandes Annales (annales maximi), ainsi que divers événements comme les cultes, les précédents en matière de droit. Les Grandes Annales sont tenues secrètes pendant longtemps jusqu'à ce que le grand pontife Mucius Scævola les rende publiques vers -130.

Au nombre de trois au début, les pontifes seront 15 sous Sylla (loi Cornelia, environ 80 av. J.-C.). Jules César portera ce nombre à 16 (loi Julia, 46 av. J.-C.).

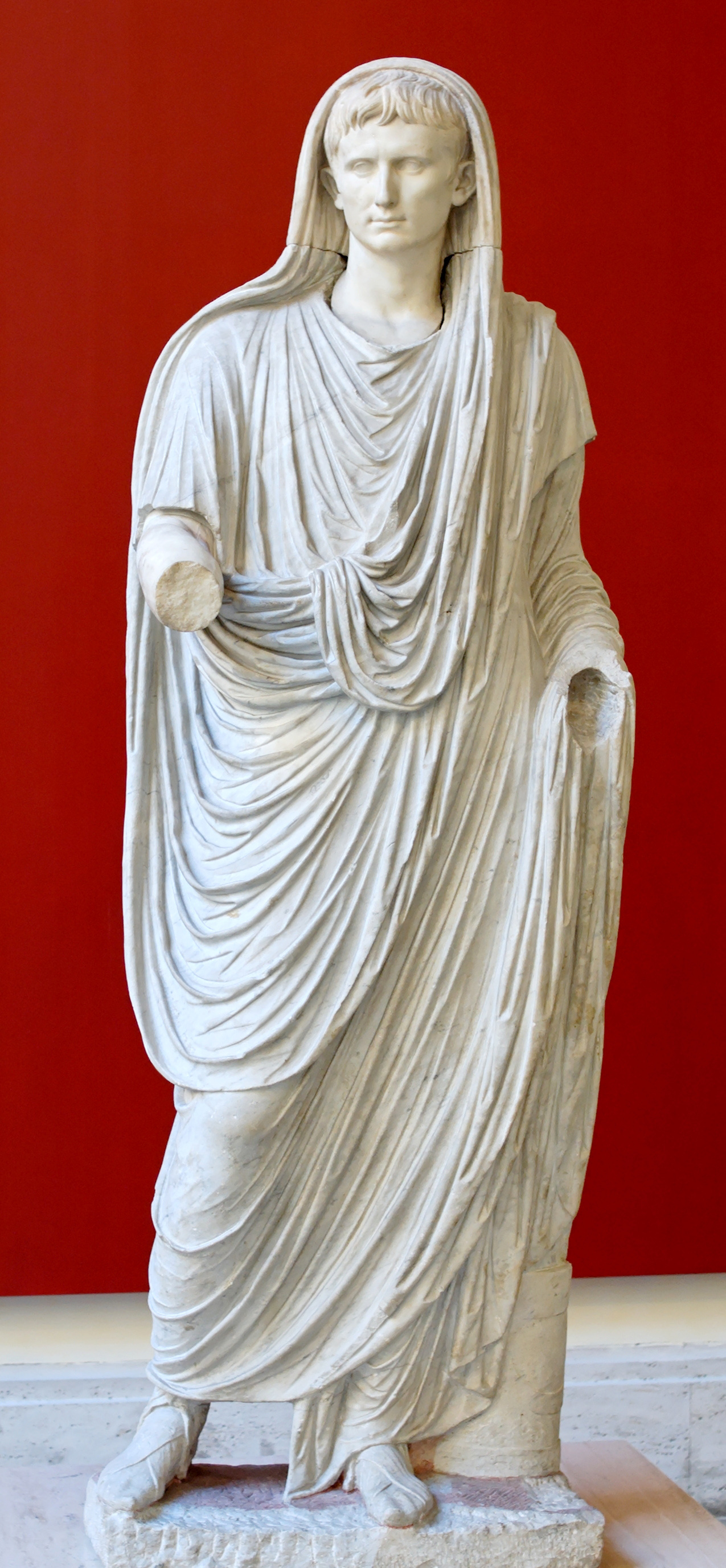
Auguste en pontifex maximus.

À la fin de la République romaine, en 63 av. J.-C., sur proposition du tribun de la plèbe Titus Labienus, la charge de grand pontife devient élective, par vote des comices tributes. Jules César devint ainsi grand pontife de -63 à -44. À ce titre, il réforma le calendrier qu'on nomma calendrier julien. Après sa mort, c'est le triumvir Lépide qui récupère la charge, de -44 à -12. À sa mort, c'est Octave, devenu entre-temps Auguste, qui s'en empare afin de compléter par la dimension religieuse l'ensemble des pouvoirs qu'il avait jusque-là accumulés après la victoire contre Marc Antoine (imperium consulaire, puissance tribunicienne conférant intercessio et sacro-sainteté, etc.).

## Période impériale
En 14, à la mort d'Auguste, les empereurs suivants sont élevés au titre de grand pontife. Ce titre est abrégé P. M. ou Pont. Max. entre autres dans leur titulature et sur les pièces de monnaie et il sera porté y compris par les premiers empereurs chrétiens. Cette dignité leur octroie donc, en plus de larges pouvoirs civils, militaires, et juridiques, le contrôle de la vie religieuse officielle. Au Ier siècle, la collation du souverain pontificat est encore un acte distinct et postérieur à celle des autres prérogatives impériales. Cette particularité disparaît ensuite et l'empereur reçoit en bloc, dès son avènement, l'ensemble de ses pouvoirs.
De toutes les grandes dignités attachées à la fonction impériale, le souverain pontificat est la dernière qui soit restée indivisible. En 161, Marc Aurèle et Lucius Verus revêtent sur un pied d'égalité le pouvoir impérial ; exception est faite pour le souverain pontificat, dont seul Marc Aurèle porte le titre et assume la charge. Septime Sévère fait de même avec ses deux fils, Caracalla et Géta.
C'est seulement en 238, à l'avènement de Balbin et Maxime Pupien, que la prérogative religieuse de pontifex maximus est également attribuée aux deux collègues. Cela devient la règle pour les derniers siècles de l'Empire.
Sous l'Empire, comme souverain pontife l'empereur intervient dans le recrutement des prêtres, avec droit de présentation pour les collèges élus par le peuple (augures, pontifes, Quindecemviri sacris faciundis, fétiaux). Il nomme aussi directement toute une série de prêtres et préside au recrutement des vestales. Lui revient la surveillance des cultes étrangers, la consultation des livres sibyllins et l'organisation des jeux séculaires.

## Période chrétienne
Constantin Ier (qui favorisa les chrétiens) et ses successeurs, même baptisés, prirent eux aussi le titre de pontifex maximus.
Durant l'hiver 382-383, l'empereur Gratien, parmi de nombreuses mesures contre les religions anciennes, abandonna ce titre, tandis que son frère Valentinien II ne le porta pas. Le titre n'est alors plus porté pendant des siècles, jusqu'à ce que le pape Théodore Ier le reprenne en 642.
Aujourd'hui, le titre de pontifex maximus est réservé au pape, également appelé souverain pontife (summus pontifex) ou pontife romain (pontifex romanus). Le règne d'un pape est appelé pontificat et l'ancien domaine papal était connu sous le nom d'États pontificaux.

## Liste partielle desPontifices maximi
- -753 à -716 : Pouvoir et charges religieux sont détenus par le Roi de Rome.
- -716 : Numa Marcius (en).
- -509 : Gaius Papirius.
- -449 : Furius.
- -431 : Cornelius Cossus.
- -420 : Minucius.
- -390 : Follius Flaccinator.
- -332 : Cornelius Callissa.
- -304 : Cornelius Scipio Barbatus (peut-être Lucius Cornelius Scipio Barbatus).
- -254 : Tiberius Coruncanius.
- -243 : Lucius Caecilius Metellus.
- -237 : Lucius Cornelius Lentulus Caudinus.
- -212 : Publius Licinius Crassus Dives.
- -183 : Gaius Servilius Geminus.
- -180 : Marcus Aemilius Lepidus.
- -152 : vacant.
- -150 : Publius Cornelius Scipio Nasica Corculum.
- -141 : Publius Cornelius Scipio Nasica Serapio.
- -132 : Publius Licinius Crassus Dives Mucianus.
- -130 : Publius Mucius Scævola.
- -115 : Lucius Caecilius Metellus Dalmaticus.
- -103 : Gnaeus Domitius Ahenobarbus.
- -89 : Quintus Mucius Scævola.
- -81 : Quintus Caecilius Metellus Pius.
- -63 : Caius Julius Caesar.
- -44 : Marcus Aemilius Lepidus.
- -12 : Auguste.
- -12 à 376 : le titre est porté par les empereurs
- après 642, les papes portent le titre.